# Abelcourt
Abelcourt és un municipi francès, situat al departament d'Alt Saona i a la regió de Borgonya - Franc Comtat.